# Vuelta a Renania-Palatinado
La Vuelta a Renania-Palatinado (oficialmente: Rheinland-Pfalz Rundfahrt) fue una carrera ciclista por etapas que se disputaba en Renania-Palatinado (Alemania). 
Fue creada por el ministro del interior y deportes del Estado de Renania-Palatinado. En sus últimas ediciones formaba parte del UCI Europe Tour desde su creación año 2005 y de la Copa de Alemania de Ciclismo también desde su creación en 2006. En sus primeras ediciones fue una carrera amateur.
Hasta el año 2004, la Vuelta a Renania-Palatinado tenía lugar en septiembre, durante la Vuelta a España. Desde el 2005 y con la creación de los Circuitos Continentales, se desarrolló en mayo durante el Giro de Italia y justo antes de la Vuelta a Cataluña. Finalmente en el 2007 se disputó la última edición.

## Palmarés
| Año  | Ganador               | Segundo               | Tercero               |
| ---- | --------------------- | --------------------- | --------------------- |
| 1966 | Ortwin Czarnowski     | Eddy Beugels          | Arnold Kloosterman    |
| 1967 | Martin Gombert        | Jürgen Goletz         | Algis Oleknavicius    |
| 1968 | Ortwin Czarnowski     | Harry Jansen          | Horst Maier           |
| 1969 | Fedor Iwan den Hertog | Johannes Knab         | Andreas Troche        |
| 1970 | Karl-Heinz Muddemann  | Popke Oosterhof       | Tino Tabak            |
| 1971 | Dieter Koslar         | Algis Oleknavicius    | Hennie Kuiper         |
| 1972 | Karl-Heinz Küster     | Andreas Troche        | Erwin Tischler        |
| 1973 | Peter Weibel          | Erwin Derlick         | Jørgen Emil Hansen    |
| 1974 | Aad van den Hoek      | Klaus-Peter Thaler    | Fons van Katwijk      |
| 1975 | Thorleif Andresen     | Jostein Wilmann       | Frits Schür           |
| 1976 | Mieczyslaw Nowicki    | Jan Faltyn            | Frits Schür           |
| 1977 | Krzysztof Sujka       | Czesław Lang          | Mieczyslaw Nowicki    |
| 1978 | Theo de Rooij         | Peter Weibel          | Jo Maas               |
| 1979 | Jostein Wilmann       | Uwe Bolten            | Theo de Rooij         |
| 1980 | Alan Møller           | Dag Erik Pedersen     | Johnny Broers         |
| 1981 | Ladislav Ferebauer    | Jan Jankiewicz        | Alan Møller           |
| 1982 | Helmut Wechselberger  | Andrei Vedernikov     | Andreas Petermann     |
| 1983 | Dan Radtke            | Milan Jurco           | Peter Hilse           |
| 1984 | Milan Jurco           | Werner Stauff         | Vladimír Kozárek      |
| 1985 | Olaf Ludwig           | Helmut Wechselberger  | Jiří Škoda            |
| 1986 | Thomas Barth          | Olaf Ludwig           | Atle Kvålsvoll        |
| 1987 | Mario Kummer          | Arvid Tammesalu       | Arno Wohlfahrter      |
| 1988 | Christian Henn        | Roman Kreuziger sr.   | Udo Bölts             |
| 1989 | Joachim Halupczok     | Richard Vivien        | Rolf Aldags           |
| 1990 | Kai Hundertmarck      | Bjørn Stenersen       | Jens Heppner          |
| 1991 | Gerd Audehm           | Erik Dekker           | Zbigniew Spruch       |
| 1992 | Gerd Audehm           | Peter Luttenberger    | Steffen Wesemann      |
| 1993 | Bert Dietz            | Dirk Baldinger        | Roland Meier          |
| 1994 | Cédric Vasseur        | Heiko Latocha         | Lars Kristian Johnsen |
| 1995 | Jörn Reuss            | Svein Gaute Hølestøl  | Jens Voigt            |
| 1996 | Olaf Ludwig           | Michael Blaudzun      | Dariusz Baranowski    |
| 1997 | Dainis Ozols          | Mikael Holst Kyneb    | Andreas Kappes        |
| 1998 | Lance Armstrong       | Mariano Piccoli       | Steffen Kjaergaard    |
| 1999 | Marc Wauters          | Erik Dekker           | Artur Babaitsev       |
| 2000 | Marc Wauters          | Romāns Vainšteins     | Markus Zberg          |
| 2001 | Erik Dekker           | Michael Boogerd       | Mario Aerts           |
| 2002 | Ronny Scholz          | Christian Pfannberger | Christian Werner      |
| 2003 | Daniele Nardello      | Fabian Wegmann        | Axel Merckx           |
| 2004 | Björn Glasner         | Mauricio Ardila       | Ronny Scholz          |
| 2005 | Michael Rich          | Fabian Wegmann        | Stefan Schumacher     |
| 2006 | René Haselbacher      | Pablo Urtasun         | Thomas Ziegler        |
| 2007 | Gerald Ciolek         | Luca Celli            | Johan Coenen          |

## Palmarés por países
| País           | Victorias |
| -------------- | --------- |
| Alemania       | 21        |
| Países Bajos   | 4         |
| Polonia        | 3         |
| Bélgica        | 3         |
| Noruega        | 2         |
| Checoslovaquia | 2         |
| Austria        | 2         |
| Dinamarca      | 1         |
| Francia        | 1         |
| Letonia        | 1         |
| Estados Unidos | 1         |
| Italia         | 1         |